# ایوان (مجارستان)
ایوان (به مجاری: Iván) یک شهرداری در مجارستان است که در ناحیه شوپرون واقع شده‌است. ایوان ۵۴٫۷۳ کیلومتر مربع مساحت و ۱٬۳۴۷ نفر جمعیت دارد.